# Сусрети села града Бора
"Сусрети села" је традиционална манифестација која се одржава сваке године од марта до маја у селима града Бора у организацији Центра за културу града Бора. Једна је од најзначајнијих догађаја аутентичне народне баштине, песме, игре, обичаја и изворног стваралаштва борског краја.
Ова манифестација је организована у виду такмичења где се свако село труди да добије што више поена у разним категоријама: фолклор (стари, омладински, дечији), народни обичај, квалитет приредбе, сценографија, народна песма са и без музичке пратње, дует или група певача, народна умотворина, казивање здравице итд. Свако село је два пута домаћин и два пута гост.
У овој манифестацији учествују села тј. сеоска културно-уметничка друштва која припадају граду Бору:
- КУД "Ђидо" Брестовац
- КУД "Стол" Бучје
- КУД "Милан Васић Перица" Доња Бела Река
- КУД "Лука" Лука
- КУД "Танда" Танда
- КУД "Петар Радовановић" Злот
- КУД "Бранислав Нушић" Шарбановац
- КУД "Лозовица" Горњане
- КУД "Бранко Олар" Слатина
- КУД "Бањица" Кривељ
- КПД "Петар Јенић" Оштрељ
- КУД "Полет" Метовница

## Завршна смотра
Након завршетка свих сусрета, углавном средином маја, организује се завршна смотра манифестације "Сусрети села" где се проглашава победник и приказују најбоље тачке сваког села које је одабрао жири. Сваке године одржава се у другом селу.